# Château de Crouzol
Le château de Crouzol est situé sur la commune de Volvic (France).

## Localisation
Le château est situé sur la commune de Volvic, dans le département du Puy-de-Dôme, en région Auvergne-Rhône-Alpes.

## Description
Le château de Crouzol était un établissement secondaire de l'entreprise ASS Recherche Intervention Médico-Éducation, son activité était l'hébergement médicalisé pour enfants handicapés,,,.